# Joseph Hill

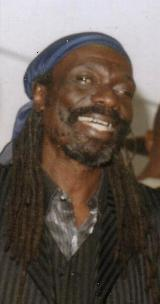
Joseph Hill in 2000

Joseph Hill (Saint Catherine (Jamaica), 22 januari 1949 - Berlijn, 19 augustus 2006) was de zanger en songwriter van de rootsreggaegroep Culture. Andere leden van de band waren Kenneth Dayes en Albert Walker, een neef van Hill. Culture werd bekend door de hits Two Sevens Clash en International Herb. Joseph Hill was een groot aanhanger van de Rastafari-beweging.
Culture toerde in Europa op het moment van Hills overlijden. Zijn laatste optreden vond plaats in Petrol club te Antwerpen. 
Hill is toegelaten in de Jamaicaanse Reggae Walk Of Fame.

## Discografie (metCulture)

### Albums
- Two Sevens Clash (1977)
- Baldhead Bridge (1978)
- Africa Stand Alone (1978)
- Harder Than the Rest (1979)
- Culture in Dub: 15 Dub Shots (1978)
- Cumbolo (1978)
- International Herb (1978)
- More Culture (1981)
- Lion Rock (1982)
- Culture at Work (1986)
- Culture in Culture (1986)
- Nuff Crisis (1988)
- Good Things (1989)
- Three Sides to My Story (1991)
- Wings of a Dove (1992)
- Trod On
- One Stone (1996)
- Stoned (Ras, 1997)
- Trust Me (1997)
- Cultural Livity: Culture Live '98 (Live) (1998)
- Payday (2000)
- Humble African (2000)
- Scientist Dubs Culture into a Parallel Universe (2000)
- Live in Africa (2002)
- Live in Negril (2003)
- World Peace Rounder (2003)

### Hitsingles
- International Herb (1978)
- Holy Mount Zion (1979)
- Two Sevens Class (1976)